# Aschères-le-Marché
Aschères-le-Marché est une commune française située dans le département du Loiret en région Centre-Val de Loire.

## Géographie

### Localisation

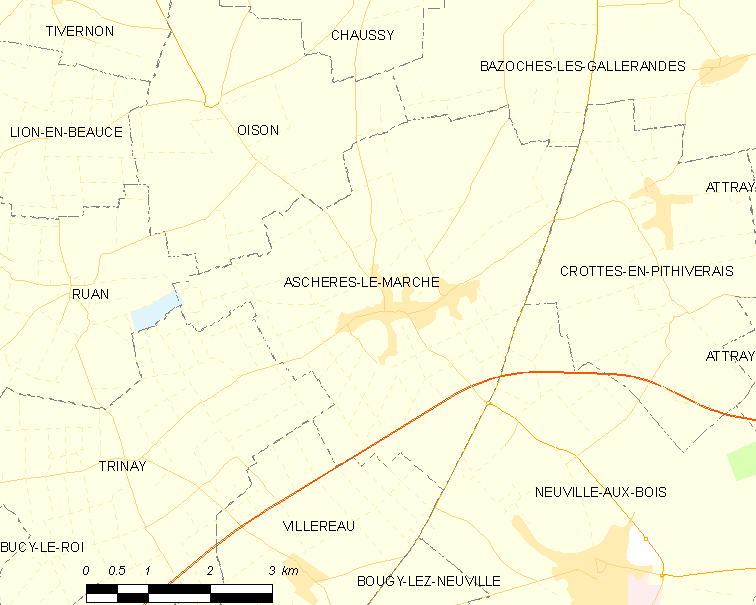
Carte de la commune d'Aschères-le-Marché et des communes limitrophes.

La commune d'Aschères-le-Marché se trouve dans le quadrant nord du département du Loiret, à 23,8 km (à vol d'oiseau) au nord-est, de sa préfecture Orléans. Sa sous-préfecture Pithiviers est à 19,8 km au nord-ouest ; Outarville, ancien chef-lieu du canton dont dépendait la commune avant mars 2015, est à 11,6 km au nord,.
La commune fait partie du bassin de vie de Neuville-aux-Bois, à 5,3 km au sud-est. Elle est dans la région agricole de la Beauce riche
et l'aire urbaine d'Orléans.

### Communes limitrophes et proches
Les autres communes proches sont : Lion-en-Beauce (6,3 km), Chaussy (7,2 km) et Montigny (7,5 km).

### Lieux-dits et écarts
Glatigny, Rougemont, Tressonville, Boulay, la Borde, etc..

### Géologie et relief

#### Géologie
La commune se situe dans le sud du Bassin parisien, le plus grand des trois bassins sédimentaires français. Cette vaste dépression, occupée dans le passé par des mers peu profondes et des lacs, a été comblée, au fur et à mesure que son socle s’affaissait, par des sables et des argiles, issus de l’érosion des reliefs alentours, ainsi que des calcaires d’origine biologique, formant ainsi une succession de couches géologiques.
Les couches affleurantes sur le territoire communal sont constituées de formations superficielles du Quaternaire et de roches sédimentaires datant du Cénozoïque, l'ère géologique la plus récente sur l'échelle des temps géologiques, débutant il y a 66 millions d'années. Les plus anciennes sont de la marne de Blamont remontant à l’époque Miocène de la période Néogène. Les plus récentes sont des limons et lœss remontant à l’époque Pléistocène de la période Quaternaire. Le descriptif de ces couches est détaillé dans  la feuille « n°327 - Neuville-aux-Bois » de la carte géologique au 1/50 000ème du département du Loiret, et sa notice associée.

Carte géologique de la commune.

|  | qOE : | Limons et Loess, Quaternaire |

|  | m2MSO : | marnes et sables de l'Orléanais, Burdigalien    |
|  | m2MCO : | marnes et calcaires de l'Orléanais, Burdigalien |
|  | m1MBl : | marne de Blamont, Aquitanien                    |

#### Relief
La superficie cadastrale de la commune publiée par l’Insee, qui sert de références dans toutes les statistiques, est de 20,9 km2,. La superficie géographique, issue de la BD Topo, composante du Référentiel à grande échelle produit par l'IGN, est quant à elle de 21,07 km2. Son relief est relativement plat puisque la dénivelée maximale atteint 12 mètres. L'altitude du territoire varie entre 121 m et 133 m.

### Hydrographie
Aucun cours d'eau permanent n'est répertorié sur la commune. Il y a toutefois plusieurs sources captées sur la commune.

### Climat
Pour des articles plus généraux, voir Climat du Centre-Val de Loire et Climat du Loiret.
En 2010, le climat de la commune est de type climat océanique dégradé des plaines du Centre et du Nord, selon une étude du CNRS s'appuyant sur une série de données couvrant la période 1971-2000. En 2020, Météo-France publie une typologie des climats de la France métropolitaine dans laquelle la commune est exposée à un climat océanique altéré et est dans une zone de transition entre les régions climatiques « Sud-ouest du bassin Parisien » et « Moyenne vallée de la Loire ».
Pour la période 1971-2000, la température annuelle moyenne est de 10,9 °C, avec une amplitude thermique annuelle de 15,3 °C. Le cumul annuel moyen de précipitations est de 647 mm, avec 10,8 jours de précipitations en janvier et 7,4 jours en juillet. Pour la période 1991-2020, la température moyenne annuelle observée sur la station météorologique de Météo-France la plus proche, sur la commune de Trinay à 5 km à vol d'oiseau, est de 11,4 °C et le cumul annuel moyen de précipitations est de 645,3 mm,. Pour l'avenir, les paramètres climatiques de la commune estimés pour 2050 selon différents scénarios d'émission de gaz à effet de serre sont consultables sur un site dédié publié par Météo-France en novembre 2022.

### Milieux naturels et biodiversité
L'inventaire des zones naturelles d'intérêt écologique, faunistique et floristique (ZNIEFF) a pour objectif de réaliser une couverture des zones les plus intéressantes sur le plan écologique, essentiellement dans la perspective d'améliorer la connaissance du patrimoine naturel national et de fournir aux différents décideurs un outil d'aide à la prise en compte de l'environnement dans l'aménagement du territoire. Le territoire communal d'Aschères-le-Marché ne comprend pas de ZNIEFF.

## Urbanisme

### Typologie
Au 1er janvier 2024, Aschères-le-Marché est catégorisée bourg rural, selon la nouvelle grille communale de densité à sept niveaux définie par l'Insee en 2022.
Elle est située hors unité urbaine. Par ailleurs la commune fait partie de l'aire d'attraction d'Orléans, dont elle est une commune de la couronne,. Cette aire, qui regroupe 136 communes, est catégorisée dans les aires de 200 000 à moins de 700 000 habitants,.

### Occupation des sols
L'occupation des sols de la commune, telle qu'elle ressort de la base de données européenne d’occupation biophysique des sols Corine Land Cover (CLC), est marquée par l'importance des territoires agricoles (94,9 % en 2018), une proportion sensiblement équivalente à celle de 1990 (95,3 %). La répartition détaillée en 2018 est la suivante :
terres arables (94,9 %), zones urbanisées (5,1 %).

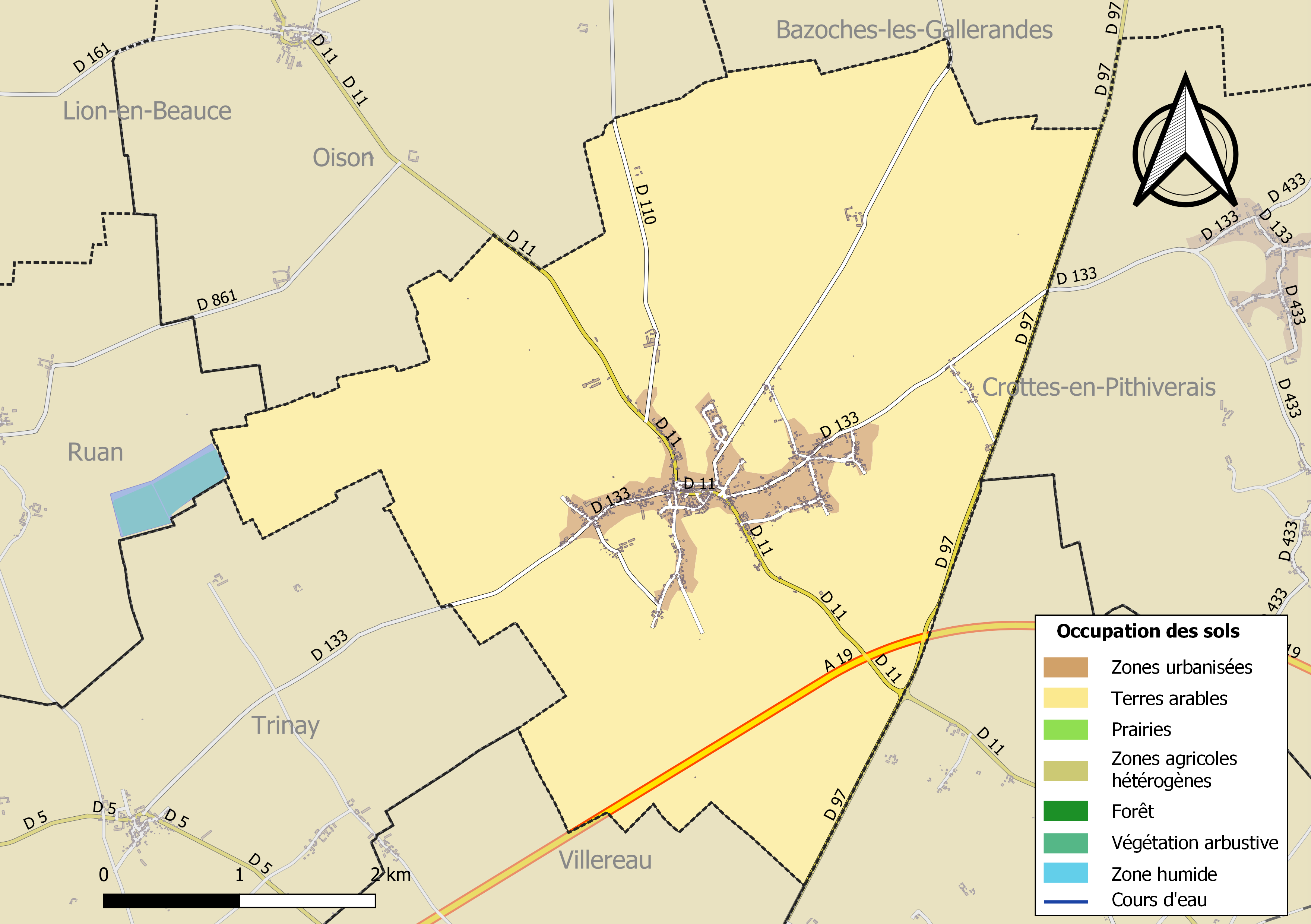
Carte des infrastructures et de l'occupation des sols en 2018 (CLC) de la commune.
Carte orthophotogrammétrique de la commune.

### Planification

#### Plan local d'urbanisme
La commune prescrit l'élaboration d'un plan d'occupation des sols en juin 1989. Le document est approuvé en septembre 1991 puis modifié à plusieurs reprises.
La loi relative à la solidarité et au renouvellement urbains du 13 décembre 2000, dite loi SRU, complétée par la loi urbanisme et habitat du 2 juillet 2003, marque une évolution de la planification urbaine en créant notamment les plans locaux d’urbanisme (PLU), vecteurs de projets de territoire, appelés à se substituer progressivement aux plans d’occupation des sols. Le PLU contient deux éléments nouveaux par rapport au POS : le plan d'aménagement et de développement durable (PADD), qui exprime le projet de la ville par des orientations générales en matière d'urbanisme, de développement, d'équipement et de préservation de l'environnement et les orientations d'aménagement et de programmation (OAP) qui correspondent à des zooms qui peuvent porter sur des quartiers ou secteurs à mettre en valeur, réhabiliter, restructurer ou aménager, ou sur l'aménagement d'un espace public, etc. Dans ce cadre le conseil municipal prescrit la révision du Plan
d’occupation des sols et sa transformation en plan local d'urbanisme le 20 avril 2006. Après une enquête publique qui se déroule en novembre 2008, le document est approuvé le 24 juin 2010,.

#### Documents d'orientations intercommunaux
La commune est membre du pays Forêt d'Orléans - Val de Loire, qui regroupe 32 communes. En 2012 les Pays Forêt d'Orléans Val de Loire, Loire Beauce et Sologne Val-sud sont les seuls territoires du département du Loiret ne disposant pas de schéma de cohérence territoriale (SCoT). Compte tenu de l'intérêt de cet outil pour l'avenir des territoires, les élus de ces pays décident d'engager une démarche commune d'élaboration de SCoT. Le comité syndical du Pays Forêt d'Orléans - Val de Loire décide de prendre le 8 octobre 2015 la compétence « élaboration, gestion et suivi du Schéma de Cohérence Territoriale » et, après avis favorable conforme des différentes communes membres (le 7 décembre 2015 pour Aschères-le-Marché), le préfet approuve la modification des statuts en ce sens le 19 février 2016. Les trois SCoT sont lancés officiellement et simultanément à La Ferté-Saint-Aubin le 21 juin 2014, l'assistance à maîtrise d'ouvrage étant confiée à un seul bureau d'études. Après étude et concertation de 2014 à 2017, le document doit être approuvé en 2018.

### Voies de communication et transports

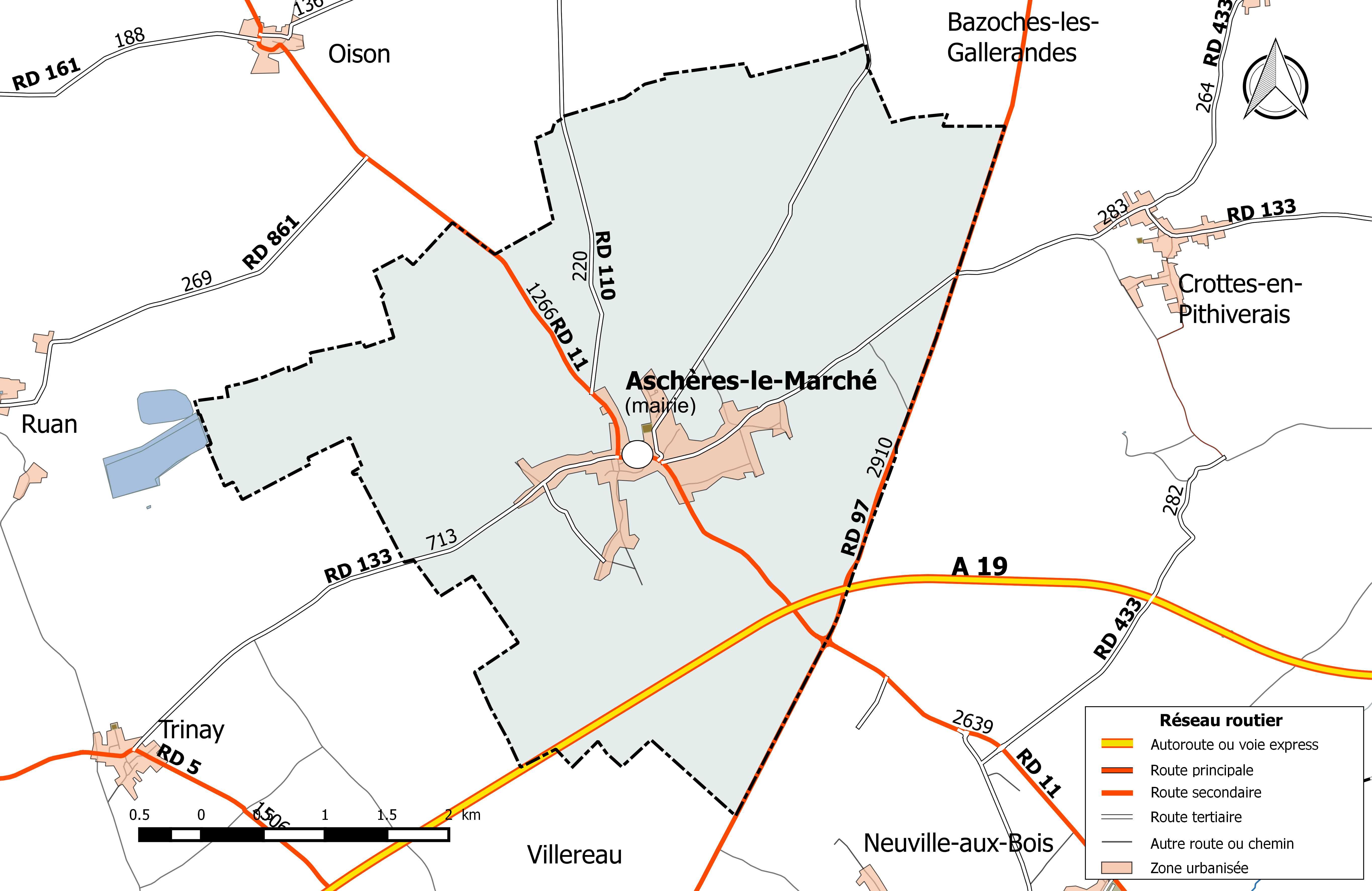
Réseau routier principal de la commune d'Aschères-le-Marché (avec indication du trafic routier 2014).

#### Infrastructures routières
La commune est traversée par l'autoroute A19 et quatre routes départementales : la RD 97 (2 910 véhicules/jour), qui relie Orléans à Pannecières,
la RD 11 (1 266 véhicules/jour), qui relie Tigy à Tivernon,
la RD 110 (220 véhicules/jour), qui relie la commune à Erceville
la RD 133 (713 véhicules/jour), qui relie Trinay à Escrennes.
L'autoroute A19, mise en service en 2009, traverse également la commune dans sa partie sud, mais n'a aucun échange avec son territoire. L'accès le plus proche à cette autoroute est le diffuseur de Beaune-la-Rolande, situé à 15 km sur la commune d'Auxy et constituant la sortie n°6.
Complétant ces voies, la commune est sillonnée de plusieurs voies communales et chemins ruraux desservant ses fermes et hameaux et les bourgs environnants.

#### Transports en commun routiers
En 2016, Aschères-le-Marché est desservie par la ligne régulière no 21 du réseau d'autocars interurbains Ulys qui relie Bazoches-les-Gallerandes - Aschères-le-Marché - Artenay - Orléans. Des correspondances SNCF sont assurées à la gare d'Orléans et TAO et Transbeauce à la Gare routière d'Orléans. À compter du 1er janvier 2017, la compétence des services de transports routiers interurbains, réguliers et à la demande est transférée des départements aux régions, et donc localement du département du Loiret à la région Centre-Val de Loire, consécutivement à la loi NOTRe du 7 août 2015.

### Risques naturels et technologiques
La commune d'Aschères-le-Marché est vulnérable à différents aléas naturels : climatiques (hiver exceptionnel ou canicule), mouvements de terrains ou sismique (sismicité très faible). Elle est également exposée à un risque technologique : le risque de transport de matières dangereuses. Entre 1989 et 2019, deux arrêtés ministériels ayant porté reconnaissance de catastrophe naturelle ont été pris pour le territoire de la commune pour des inondations et coulées de boues.

#### Risques naturels

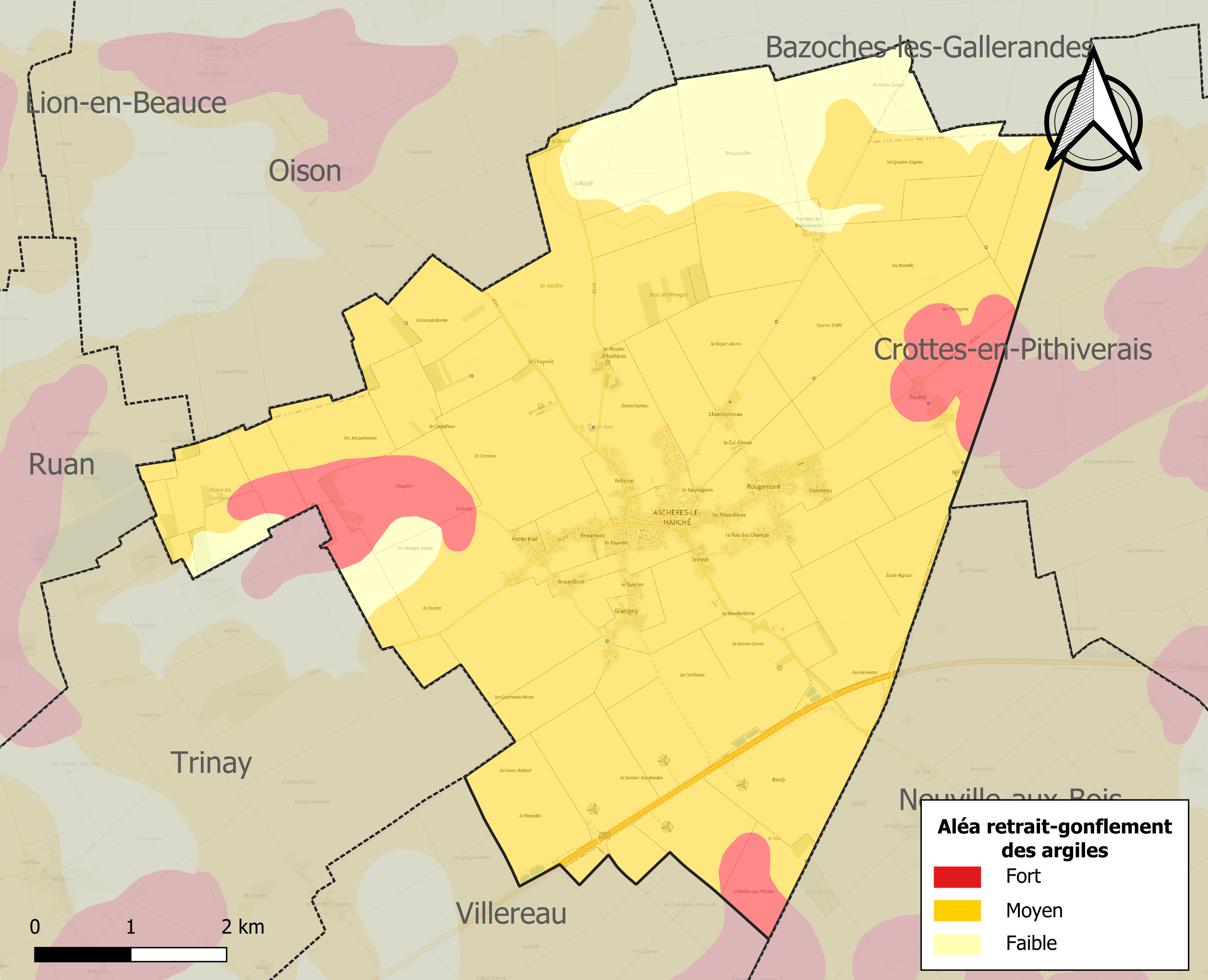
Carte de l'aléa retrait-gonflement des argiles concernant la commune d'Aschères-le-Marché

Le territoire de la commune peut être concerné par un risque d'effondrement de cavités souterraines non connues. Une cartographie départementale de l'inventaire des cavités souterraines et des désordres de surface a été réalisée. Il a été recensé sur la commune plusieurs effondrements de cavités.
Par ailleurs le sol du territoire communal peut faire l'objet de mouvements de terrain liés à la sécheresse. Le phénomène de retrait-gonflement des argiles est la conséquence d'un changement d'humidité des sols argileux. Les argiles sont capables de fixer l'eau disponible mais aussi de la perdre en se rétractant en cas de sécheresse. Ce phénomène peut provoquer des dégâts très importants sur les constructions (fissures, déformations des ouvertures) pouvant rendre inhabitables certains locaux. Celui-ci a particulièrement affecté le Loiret après la canicule de l'été 2003. Une grande partie du territoire de la commune est soumis à un aléa « moyen » face à ce risque, selon l'échelle définie par le Bureau de recherches géologiques et minières (BRGM).
Depuis le 22 octobre 2010, la France dispose d’un nouveau zonage sismique divisant le territoire national en cinq zones de sismicité croissante. La commune, à l’instar de l’ensemble du département, est concernée par un risque très faible.

#### Risques technologiques
La commune est concernée par le risque de transport de matières dangereuses, en raison du passage sur son territoire d'une canalisation de gaz et d'un itinéraire routier structurant supportant un fort trafic (l'autoroute A19),.

## Toponymie
Le nom d’Aschères serait issu du vieux français aschier qui signifie « rucher ».

## Histoire

### «Les Réages de Luyères» et «La Cardeuse»: habitats et nécropolesIXe–XIesiècle
Aux lieux-dits « Réages de Luyères » et « La Cardeuse », trois zones de fouille couvrent au total 1,7 ha. Deux zones domestiques sont situées à environ 300 m l'une de l'autre, séparées par une nécropole ; elles ont livré les traces d'une forge et de nombreuses structures de stockage des céréales. Les habitats, que les fouilles n'ont pas révélé, se situent vraisemblablement proches mais hors de la zone étudiée. Dans la nécropole, les sépultures sont organisées en deux ensembles répartis de part et d'autre d'un chemin.

### Le site du «Marjolet» et son souterrain: des Gaulois auXIIIesiècle
Le site du Marjolet se trouve à cheval sur les communes d'Aschères-le-Marché et de Villereau au sud d'Aschères.
Il est occupé de façon inégale entre le début de la période gauloise et le XIIIe siècle.
L'âge du fer voit de nombreux silos de stockage ; la zone de fouilles n'a livré aucun habitat, qui se trouvait vraisemblablement tout proche. Les vestiges de l'époque gallo-romaine et du début du Moyen Âge sont peu nombreux ; ils indiquent toutefois la proximité d'une occupation.
Une cabane semi-excavée et un enclos rectangulaire sont installés au XIe ou XIIe siècle.
Au XIIe ou XIIIe siècle, l'intérieur de l'enclos est complété par une batterie de six silos et un bâtiment à armature de bois de plain-pied, et surtout par un souterrain formant un réseau d'une trentaine de mètres de long, avec des galeries de différentes largeurs desservant trois petites salles : une première salle est facile d'accès ; une chatière à l'entrée de la deuxième salle servirait à limiter l'accès d'un assaillant ; et la troisième salle a peut-être servi de réserve d'eau (citerne).
Ce souterrain a pu servir à la fois de refuge ponctuel pour les habitants et de réserve pour des denrées. La région a livré d'autres structures similaires mais le souterrain d'Aschères est une exception : on peut le relier aux constructions de surface. Autre particularité sinon unique du moins exceptionnelle : lors de l'excavation du souterrain, les déblais de la salle de la chatière ont été sortis en les passant par une ouverture pratiquée à côté de la chatière : une sorte de « couloir technique » ; l'usage habituel, quand l'accès à la salle est délibérément rendu malaisé, est de creuser un puits (que l'on bouche une fois le travail réalisé) pour sortir les gravats au lieu d'avoir à les passer pas la complication de la chatière, comme le fait remarquer Jérôme Triolet, spécialiste des souterrains qui a visité le site avec son collègue Marcel Barbotte. J. Triolet note aussi quelques autres éléments de défense : traces d'une porte imposante, couloir présentant un angle droit puis une division en deux, couloir très étroit terminé par la chatière de la salle 2, cette dernière servant de « salle forte ». Il souligne également que l'endroit est sur un plateau, loin de toute défense naturelle et / ou d'un château où se réfugier, ce qui renforce la valeur défensive de ce refuge.
Une estimation chronologique de 2007 pour ce souterrain donne une fourchette entre XIIIe siècle et la première moitié du XVe siècle, c'est-à-dire en gros pendant l'occupation anglaise et la guerre de Cent Ans. En 2009 il est annoncé que le site a été abandonné au cours du XIIIe siècle, probablement à la suite d'une réorganisation de l'habitat.

## Politique et administration

### Découpage territorial

#### Bloc communal: Commune et intercommunalités
La paroisse d'Achêres acquiert le statut de municipalité avec le décret du 12 novembre 1789 de l'Assemblée Nationale puis celui de « commune », au sens de l'administration territoriale actuelle, par le décret de la Convention nationale du 10 brumaire an II (31 octobre 1793). Il faut toutefois attendre la loi du 5 avril 1884 sur l'organisation municipale pour qu'un régime juridique uniforme soit défini pour toutes les communes de France, point de départ de l’affirmation progressive des communes face au pouvoir central.
La commune d'Achères prend le nom d'Aschères-le-Marché à la suite du décret du 28 août 1896. Aucun événement de restructuration majeure du territoire, de type suppression, cession ou réception de territoire, n'a affecté la commune depuis sa création.
La commune adhère à la Communauté de communes de la Forêt le 4 août 2006, une communauté de communes créée par arrêté préfectoral le 31 décembre 1998.

#### Circonscriptions de rattachement
La loi du 22 décembre 1789 divise le pays en 83 départements découpés chacun en six à neuf districts eux-mêmes découpés en cantons regroupant des communes. Les districts, tout comme les départements, sont le siège d’une administration d’État et constituent à ce titre des circonscriptions administratives. La commune d'Achêres est alors incluse dans le canton d'Achêres, le district de Neuville et le département du Loiret.
La recherche d’un équilibre entre la volonté d’organiser une administration dont les cadres permettent l’exécution et le contrôle des lois d’une part, et la volonté d’accorder une certaine autonomie aux collectivités de base (paroisses, bourgs, villes) d’autre part, s’étale de 1789 à 1838. Les découpages territoriaux évoluent ensuite au gré des réformes visant à décentraliser ou recentraliser l'action de l'État. La régionalisation fonctionnelle des services de l'État (1945-1971) aboutit à la création de régions. L'acte I de la décentralisation de 1982-1983 constitue une étape importante en donnant l'autonomie aux collectivités territoriales, régions, départements et communes. L'acte II intervient en 2003-2006, puis l'acte III en 2012-2015.
Le tableau suivant présente les rattachements, au niveau infra-départemental, de la commune d'Aschères-le-Marché aux différentes circonscriptions administratives et électorales ainsi que l'historique de l'évolution de leurs territoires.
| Circonscription             | Nom                      | Période   | Type                         | Évolution du découpage territorial |
| --------------------------- | ------------------------ | --------- | ---------------------------- | --- |
| District                    | Neuville                 | 1790-1795 | Administrative               | La commune est rattachée au district de Neuville de 1790 à 1795,. La Constitution du 5 fructidor an III, appliquée à partir de vendémiaire an IV (1795) supprime les districts, rouages administratifs liés à la Terreur, mais maintient les cantons qui acquièrent dès lors plus d'importance. |
| Canton                      | Achêres                  | 1790-1801 | Administrative et électorale | Le 10 février 1790, la municipalité d'Achêres est rattachée au canton d'Achêres,. Les cantons sont supprimés, en tant que découpage administratif, par une loi du 26 juin 1793, et ne conservent qu'un rôle électoral. Ils permettent l’élection des électeurs du second degré chargés de désigner les députés. Les cantons acquièrent une fonction administrative avec la disparition des districts en 1795. |
| Canton                      | Bazoches-les-Gallerandes | 1801-2015 | Administrative et électorale | Sous le Consulat, un redécoupage territorial visant à réduire le nombre de justices de paix ramène le nombre de cantons dans le Loiret de 59 à 31. Achêres est alors rattachée par arrêté du 9 vendémiaire an X (30 septembre 1801) au canton de Bazoches-les-Gallerandes, sous le nom d'Acheres,. |
| Canton                      | Pithiviers               | 2015-     | Électorale                   | La loi du 17 mai 2013 et ses décrets d'application publiés en février et mars 2014 introduisent un nouveau découpage territorial pour les élections départementales. La commune est alors rattachée au nouveau canton de Pithiviers. Depuis cette réforme, plus aucun service de l'État n'exerce sa compétence sur un territoire s'appuyant sur le nouveau découpage cantonal. Le canton a disparu en tant que circonscription administrative de l'État ; il est désormais uniquement une circonscription électorale destinée à l'élection d'un binôme de conseillers départementaux siégeant au conseil départemental. |
| Arrondissement              | Pithiviers               | 1801-1926 | Administrative               | Acheres est rattachée à l'arrondissement de Pithiviers par arrêté du 9 vendémiaire an X (30 septembre 1801),. |
| Arrondissement              | Orléans                  | 1926-1942 | Administrative               | Sous la Troisième République, en raison d'un endettement considérable et de l'effort nécessaire pour la reconstruction post-Première Guerre mondiale, la France traverse une crise financière. Pour réduire les dépenses de l’État, Raymond Poincaré fait voter plusieurs décrets-lois réformant en profondeur l’administration française : 106 arrondissements sont ainsi supprimés, dont ceux de Gien et de Pithiviers dans le Loiret par décret du 10 septembre 1926. Aschères-le-Marché est ainsi transférée de l'arrondissement de Pithiviers à celui d'Orléans,.                                                  |
| Arrondissement              | Pithiviers               | 1942-     | Administrative               | La loi du 1er juin 1942 rétablit l'arrondissement de Pithiviers. Aschères-le-Marché est alors à nouveau rattachée à l'arrondissement de Pithiviers. |
| Circonscription législative | 5e circonscription       | 2010-     | Électorale                   | Lors du découpage législatif de 1986, le nombre de circonscriptions législatives passe dans le Loiret de 4 à 5. Un nouveau redécoupage intervient en 2010 avec la loi du 23 février 2010. En attribuant un siège de député « par tranche » de 125 000 habitants, le nombre de circonscriptions par département varie désormais de 1 à 21,. Dans le Loiret, le nombre de circonscriptions passe de cinq à six. La réforme n'affecte pas Aschères-le-Marché qui reste rattachée à la cinquième circonscription. |

#### Collectivités de rattachement
La commune d'Aschères-le-Marché est rattachée au département du Loiret et à la région Centre-Val de Loire, à la fois circonscriptions administratives de l'État et collectivités territoriales.

### Politique et administration municipales

#### Conseil municipal et maire
Depuis les élections municipales de 2014, le conseil municipal d'Aschères-le-Marché, commune de plus de 1 000 habitants, est élu au scrutin proportionnel de liste à deux tours (sans aucune modification possible de la liste), pour un mandat de six ans renouvelable. Il est composé de 15 membres. L'exécutif communal est constitué par le maire, élu par le conseil municipal parmi ses membres, pour un mandat de six ans, c'est-à-dire pour la durée du mandat du conseil. Christian Legendre est maire depuis 2014.
| Période                                  | Période   | Identité                       | Étiquette | Qualité                                         |
| ---------------------------------------- | --------- | ------------------------------ | --------- | ----------------------------------------------- |
| 1882                                     |           | Hyppolite Théodore Bruneau     |           |                                                 |
| 1900                                     | 1904      | Jules Augustin Hildéric Guérin |           | [réf. nécessaire]                               |
| 23 juin 1995                             | mars 2008 | Gérard Rock                    |           |                                                 |
| mars 2008                                | 2012      | Daniel Cossu                   |           |                                                 |
| juin 2012                                | 2014      | Gabriel Legendre               |           |                                                 |
| mars 2014                                | mai 2020  | Gérard Rock                    |           | retraité d'une entreprise publique              |
| mai 2020                                 | en cours  | Christian Legendre,            |           | ancien artisan, commerçant ou chef d'entreprise |
| Les données manquantes sont à compléter. |           |                                |           |                                                 |

### Finances
En 2011, la commune disposait d’un budget de 763 000 € dont 663 000 € de fonctionnement et 100 000 € d'investissement, en augmentation de 12 % par rapport à 2005.
Le budget de fonctionnement était financé à hauteur de 44,5 % par les impôts locaux, 12,1 % par d'autres impôts et taxes et 15,5 % par la dotation globale de fonctionnement. Ces indicateurs étaient cette même année pour les communes de la même strate, de 500 à 2 000 habitants, respectivement de 36,3 %, 5 % et 23,6 %.
Les taux d’imposition fixés par la commune étaient de 12,7 % pour la taxe d'habitation, de 18,4 % pour la taxe foncière sur le bâti et 44,2 % pour la taxe foncière sur le non-bâti. Les taux de la strate des communes de 500 à 2 000 habitants étaient respectivement de 11,4 %, 15,8 % et 46 %.
Le taux de la cotisation foncière des entreprises, qui a remplacé la taxe professionnelle en 2010, fixé par l’intercommunalité, était de 16,9 %.
La dette cumulée de la commune s’élevait au 31 décembre 2011 à 166 000 €, soit 140 € par habitant, en diminution de -63 % par rapport à 2005. La dette moyenne par habitant de la strate des communes de 500 à 2 000 habitants s'élevait quant à elle en 2011 à 592 €.
| Année | Population | Fonctionnement   | Fonctionnement  | Fonctionnement   | Investissements    | Investissements | Autofinancement | Endettement              | Endettement                              | Fiscalité | Fiscalité | Fiscalité | Fiscalité | Fiscalité                     | Fiscalité                     | Fiscalité              |
| Année | Population | Produits (en k€) | Charges (en k€) | Résultat (en k€) | Ressources (en k€) | Emplois (en k€) | CAF (en k€)     | encours au 31/12 (en k€) | encours par habitant (en € par habitant) | TH        | TFb       | TFnb      | Tpfa      | Potentiel fiscal par habitant | Potentiel fiscal par habitant | Produits impôts locaux |
| Année | Population | Produits (en k€) | Charges (en k€) | Résultat (en k€) | Ressources (en k€) | Emplois (en k€) | CAF (en k€)     | encours au 31/12 (en k€) | encours par habitant (en € par habitant) | TH        | TFb       | TFnb      | Tpfa      | commune                       | strate                        |                        |
| --- | ---------- | ---------------- | --------------- | ---------------- | ------------------ | --------------- | --------------- | ------------------------ | ---------------------------------------- | --------- | --------- | --------- | --------- | ----------------------------- | ----------------------------- | ---------------------- |
| 2005 | 1070       | 527              | 413             | 114              | 154                | 173             | 114             | 407                      | 381                                      | 11,5 %    | 15,5 %    | 42 %      | 6,6 %     | 287                           | 552                           | 245                    |
| 2006 | 1070       | 566              | 434             | 132              | 433                | 179             | 132             | 464                      | 433                                      | 11,5 %    | 15,5 %    | 42 %      | 6,6 %     | 287                           | 583                           | 237                    |
| 2007 | 1070       | 621              | 504             | 118              | 112                | 379             | 119             | 318                      | 297                                      | 11,1 %    | 15 %      | 40,6 %    | 6,4 %     | 306                           | 456                           | 245                    |
| 2008 | 1070       | 599              | 520             | 79               | 224                | 74              | 80              | 276                      | 258                                      | 11,1 %    | 15 %      | 40,6 %    | 6,4 %     | 282                           | 463                           | 248                    |
| 2009 | 1191       | 634              | 537             | 97               | 295                | 252             | 97              | 260                      | 219                                      | 11,6 %    | 15,7 %    | 41 %      | 6,6 %     | 316                           | 486                           | 269                    |
| 2010 | 1186       | 663              | 535             | 128              | 199                | 87              | 129             | 214                      | 181                                      | 12,6 %    | 18,1 %    | 44,2 %    | 0 %       | 331                           | 527                           | 287                    |
| 2011 | 1185       | 663              | 501             | 162              | 100                | 92              | 162             | 166                      | 140                                      | 12,7 %    | 18,4 %    | 44,2 %    | 0 %       | 0                             | 0                             | 301                    |
| Notes : CAF = Capacité d'autofinancement nette du remboursement en capital des emprunts, TH = Taux de la taxe d'habitation, TFb = taux de la taxe sur le foncier bâti, TFnb = taux de la taxe sur le foncier non bâti, Tpfa = Taxe professionnelle (fiscalité additionnelle) |            |                  |                 |                  |                    |                 |                 |                          |                                          |           |           |           |           |                               |                               |                        |

## Équipements et services

### Environnement

#### Gestion des déchets
Au 31 décembre 2016, la commune est membre du SITOMAP de la région Pithiviers, créé en 1968. Celui-ci assure la collecte et le traitement des ordures ménagères résiduelles, des emballages ménagers recyclables et des encombrants en porte à porte et du verre en points d’apport volontaire. Un réseau de huit déchèteries accueille les encombrants et autres déchets spécifiques (déchets verts, déchets dangereux, gravats, ferraille, cartons…). La déchèterie la plus proche de la commune est située sur la commune de Bazoches-les-Gallerandes.
L'élimination et la valorisation énergétique des déchets ménagers et de ceux issus de la collecte sélective sont effectuées dans l'outil de traitement appelé BEGEVAL, installé à Pithiviers et géré par le syndicat de traitement Beauce Gâtinais Valorisation (BGV) qui regroupe le territoire des trois syndicats de collecte : SMETOM, SITOMAP et SIRTOMRA. Cet outil est composé d’un centre de valorisation matière qui trie les emballages issus de la collecte sélective, les journaux-magazines et les cartons de déchèteries, et d’un centre de valorisation énergétique qui incinère les ordures ménagères résiduelles et le tout-venant incinérable des déchèteries ainsi que les refus du centre de tri.
Depuis le 1er janvier 2017, la « gestion des déchets ménagers » ne fait plus partie des compétences de la commune mais est une compétence obligatoire de la communauté de communes de la Forêt en application de la loi NOTRe du 7 août 2015.

#### Production et distribution d'eau
Le service public d’eau potable est une compétence obligatoire des communes depuis l’adoption de la loi du 30 décembre 2006 sur l’eau et les milieux aquatiques. Au 31 décembre 2016, la production de l'eau potable sur le territoire communal est assurée par le syndicat de production d'eau potable de la Sevinerie, un syndicat créé en 2002 desservant cinq communes : Aschères-le-Marché, Attray, Bazoches-les-Gallerandes, Crottes-en-Pithiverais et Montigny,, et la distribution par la commune elle-même.
La loi NOTRe du 7 août 2015 prévoit que le transfert des compétences « eau et assainissement » vers les communautés de communes sera obligatoire à compter du 1er janvier 2020. Le transfert d’une compétence entraîne de facto la mise à disposition gratuite de plein droit des biens, équipements et services publics utilisés, à la date du transfert, pour l'exercice de ces compétences et la substitution de la communauté dans les droits et obligations des communes,.

#### Assainissement
La compétence assainissement, qui recouvre obligatoirement la collecte, le transport et l’épuration des eaux usées, l’élimination des boues produites, ainsi que le contrôle des raccordements aux réseaux publics de collecte, est assurée par la commune elle-même.
La commune est raccordée à une station d'épuration située sur le territoire communal mise en service le 1er mai 1981 et dont la capacité nominale de traitement est de 1 267 EH, soit 210 m3/jour. Cet équipement utilise un procédé d'épuration biologique dit « à boues activées ». Son exploitation est assurée par la commune,.
L’assainissement non collectif (ANC) désigne les installations individuelles de traitement des eaux domestiques qui ne sont pas desservies par un réseau public de collecte des eaux usées et qui doivent en conséquence traiter elles-mêmes leurs eaux usées avant de les rejeter dans le milieu naturel. En 2016, la communauté de communes de la Forêt assure le service public d'assainissement non collectif (SPANC), qui a pour mission de vérifier la bonne exécution des travaux de réalisation et de réhabilitation, ainsi que le bon fonctionnement et l’entretien des installations,.

## Population et société

### Démographie
Les habitants sont nommés les Aschèrois.
L'évolution du nombre d'habitants est connue à travers les recensements de la population effectués dans la commune depuis 1793. Pour les communes de moins de 10 000 habitants, une enquête de recensement portant sur toute la population est réalisée tous les cinq ans, les populations de référence des années intermédiaires étant quant à elles estimées par interpolation ou extrapolation. Pour la commune, le premier recensement exhaustif entrant dans le cadre du nouveau dispositif a été réalisé en 2004.

En 2022, la commune comptait 1 140 habitants, en évolution de −0,87 % par rapport à 2016 (Loiret : +1,89 %, France hors Mayotte : +2,11 %).
| 1793  | 1800  | 1806  | 1821  | 1831  | 1861  | 1866  | 1872  | 1876  |
| ----- | ----- | ----- | ----- | ----- | ----- | ----- | ----- | ----- |
| 1 305 | 1 414 | 1 434 | 1 507 | 1 449 | 1 419 | 1 355 | 1 477 | 1 324 |

| 1881  | 1886  | 1891  | 1896  | 1901  | 1906  | 1911  | 1921 | 1926 |
| ----- | ----- | ----- | ----- | ----- | ----- | ----- | ---- | ---- |
| 1 326 | 1 331 | 1 314 | 1 266 | 1 151 | 1 165 | 1 128 | 925  | 892  |

| 1931 | 1936 | 1946 | 1954 | 1962 | 1968 | 1975 | 1982 | 1990 |
| ---- | ---- | ---- | ---- | ---- | ---- | ---- | ---- | ---- |
| 887  | 870  | 959  | 873  | 835  | 808  | 780  | 809  | 927  |

| 1999  | 2004  | 2006  | 2009  | 2014  | 2019  | 2022  | - | - |
| ----- | ----- | ----- | ----- | ----- | ----- | ----- | - | - |
| 1 050 | 1 145 | 1 165 | 1 167 | 1 150 | 1 136 | 1 140 | - | - |

### Enseignement
Aschères-le-Marché se situe dans l'Académie d'Orléans-Tours (Zone B) et dans la circonscription d'Orléans Saran.
L'école maternelle accueille les élèves de la commune.

## Économie
La commune annonce en 2012 son souhait de se doter d'un parc éolien. En 2016, ce projet comportant quatre éoliennes développé par l'entreprise ABO Wind est ouvert au financement participatif sur la plateforme Lendosphere pendant l'instruction de son dossier.

## Culture locale et patrimoine

### Lieux et monuments

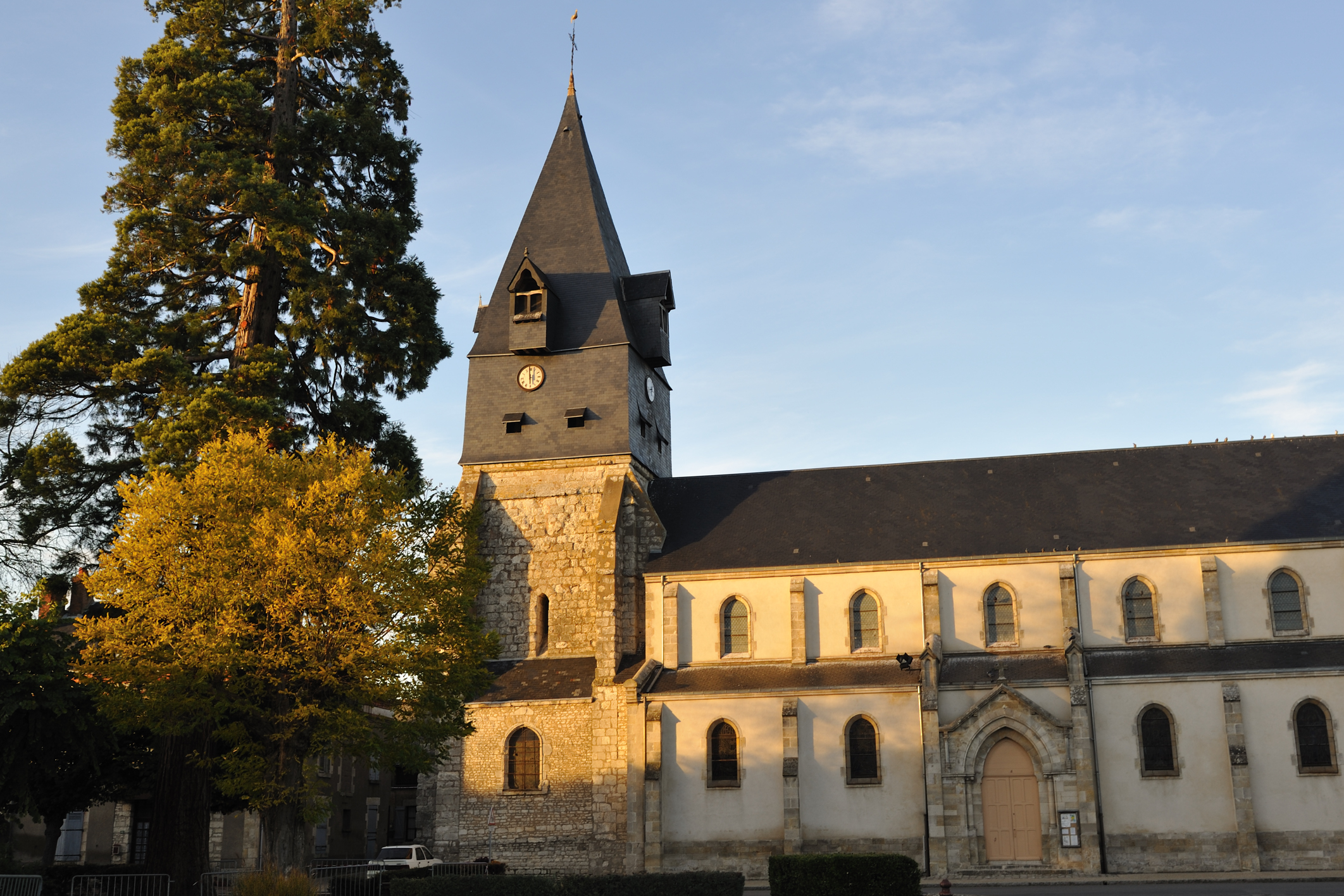
L'église Notre-Dame

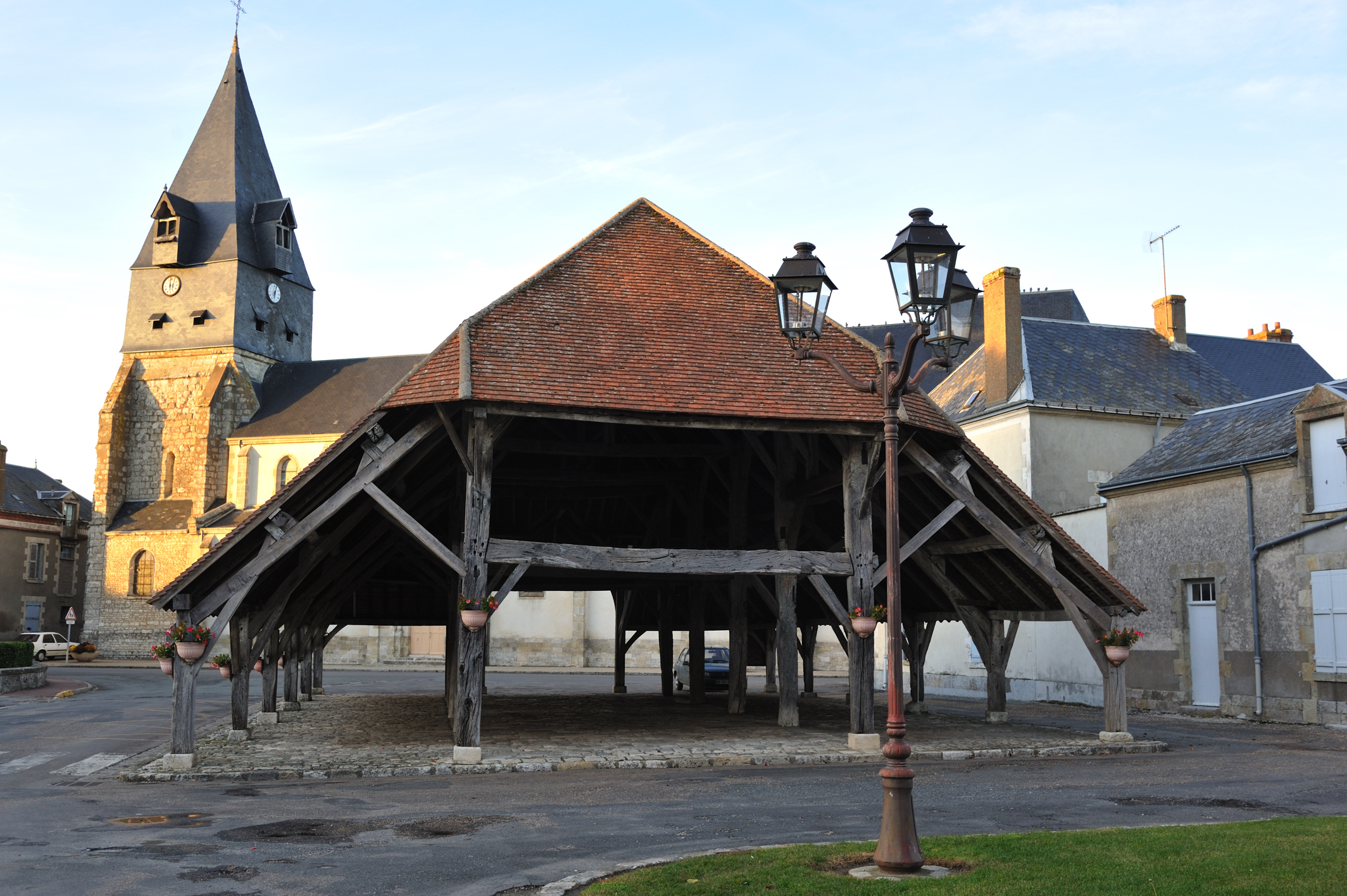
La halle

- Halle du XVIIIe siècle, remaniée au XIXe et récemment restaurée, classée monument historique depuis le 17 février 1987[125].
- Église Notre-Dame datant de 1203, le clocher et l'abside sont classés monuments historiques depuis le 6 mars 1928[126].
- Château de Rougemont des XIIIe, XVIIe et XVIIIe siècles.
- Souterrain-refuge de Marjolet ou Carbane des XIe – XIIIe siècles[127].

### Personnalités liées à la commune
- Salomon Lazare Johanet (1763-1824), homme politique français, est né dans la commune.

### Héraldique
| Blason d'Aschères-le-Marché | Les armes d’Aschères-le-Marché se blasonnent ainsi : De gueules à la fasce échiquetée d'argent et d'azur de trois tires, accompagnée en chef de deux abeilles d'or et en pointe d'une gerbe de blé du même. |

### Manifestations culturelles et festivités
- La fête de la halle chaque deuxième dimanche de juin.